# Domfrontais

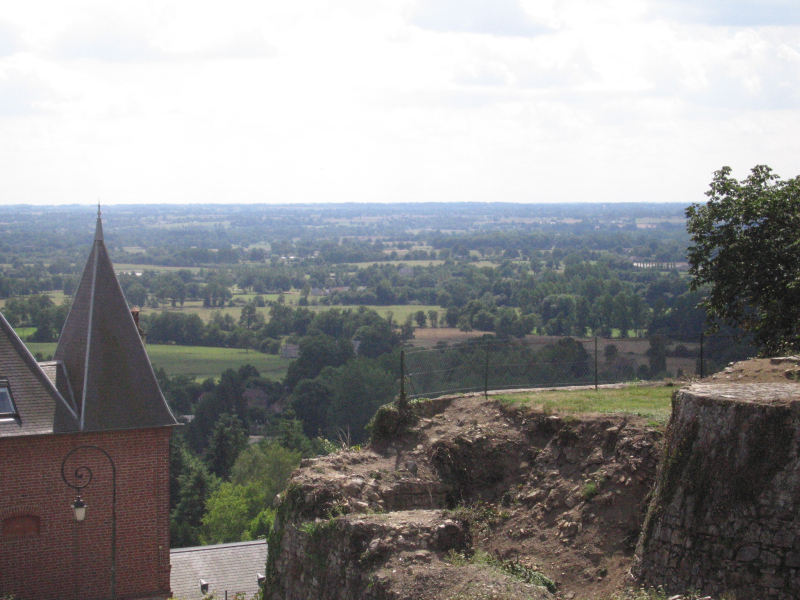
Paysage du Domfrontais

Le Domfrontais (ou Passais) est un pays de Normandie, appartenant au Bocage normand et situé dans le sud-ouest du département de l'Orne. C'est une région bocagère réputée pour être le pays de la poire et du poiré. Les principales communes sont Domfront (vieille ville fortifiée), Passais, Ceaucé, Saint-Bômer-les-Forges et Lonlay-l'Abbaye.
Il est délimité par :
- le Mortainais à l'ouest,
- le bocage flérien au nord,
- le pays d'Andaine à l'est,
- l'ancienne province du Maine au sud.

Le Centre d'études normand d'anthropologie (CENA), à la suite du professeur Jean-Charles Payen, voit plusieurs éléments de la région qui ont pu contribuer aux légendes arthuriennes, à la suite notamment du passage de Chrétien de Troyes à la cour qu'Aliénor d'Aquitaine tenait à Domfront.
Ce pays qui fait partie du parc naturel régional Normandie-Maine est parcouru par le circuit Lancelot du Lac qui fait découvrir ces correspondances.

## Histoire
L'histoire du Domfrontais se confond pour une large part avec l'histoire du Passais. 
Le Domfrontais, alors appelé Passais, faisait partie du pago Cinomannico (pagus Cenomannicus, voir Cénomans) quand les Bretons en 867 ont obtenu le Cotentin et la région, des Carolingiens affaiblis pour une courte durée : le Domfrontais faisait alors partie des marches de petite Bretagne. 
Ce pagus Cenomannicus est devenu le comté du Maine, lorsque le Domfrontais est rattaché à la Normandie par Guillaume le Conquérant au XIe siècle. Il reste néanmoins inclus dans le diocèse du Mans, suffragant de Tours et non pas de Rouen jusqu'à la Révolution française. La frontière entre Maine et Normandie était marquée par une particularité, les paroisses mixtes, dont une partie était dans le Maine et l'autre en Normandie. À la Révolution, ces paroisses sont devenues des communes, mais la situation a persisté puisqu'elles sont devenues mi-mayennaises mi-ornaises. Ces communes mixtes perdurent jusque dans les années 1830 et leur partage définitif entre les deux départements.